# Halsey (Schiff, 1963)
Die Halsey, auch USS Halsey, (Kennungen: DLG-23/CG-23) war ein Lenkwaffenkreuzer der United States Navy und gehörte zur Leahy-Klasse. Sie wurde nach Fleet Admiral William F. Halsey benannt.

## Geschichte
Die Halsey wurde 1960 mit der Kennung DLG-23, also als Zerstörerführer, auf Kiel gelegt. Bauwerft war die San Francisco Naval Shipyard, wo das Schiff Anfang 1962 vom Stapel lief. Taufpaten waren die zwei Enkelinnen des Flottenadmirals, Margaret Denham und Jane Halsey. Im Sommer 1963 erfolgte die offizielle Indienststellung der Halsey. Der erste Kommandant war Captain Herbert H. Anderson. Den Rest des Jahres verbrachte das Schiff auf Testfahrten, im Dezember erreichte es die Heimatbasis in San Diego. 1964 folgten erste Tests der Waffensysteme.
Ab 1966 war die Halsey in den Vietnamkrieg involviert. Sie war während dieser Zeit in der United States Naval Base Subic Bay auf den Philippinen stationiert. Unter anderem für die Rettung von insgesamt 16 Flugzeugbesatzungen erhielt das Schiff die Navy Unit Commendation. 1968 folgte ein weiterer Einsatz im Pazifik, die Halsey fuhr neben Enterprise und Truxtun. 1970 operierte das Schiff mit der Hancock. Am 27. Oktober 1971 dockte das Schiff bei Bath Iron Works ein, um eine Überholung durchzuführen. Dafür wurde der Kreuzer am 4. November 1971 außer Dienst gestellt. Die Indienststellung erfolgte dann am 16. Dezember 1972. Der erste Kommandant nach der Modernisierung war Captain Joseph D. Nolan. 1974 wurde das Schiff erneut nach Vietnam verlegt.
1975 erfolgte die Umklassifizierung als CG-23, der sich 1977 eine weitere Überholung in der Long Beach Naval Shipyard anschloss. 1980 wurde die nächste Verlegung in den Pazifik an der Seite der Kitty Hawk vorgenommen, der bis 1988 zwei weitere folgten. In diesem Jahr verlegte das Schiff in den Persischen Golf. Nachdem die Vincennes dort versehentlich Iran-Air-Flug 655 abgeschossen hatte, ersetzte die Halsey den moderneren Kreuzer der Ticonderoga-Klasse im südlichen Golf.
Im Oktober 1988 wurde bei Continental Maritime in San Diego mit der Nachrüstung des „New Threat Upgrade“ begonnen; Ende 1990 war diese beendet. Letztlich wurde die Halsey aber 1994 außer Dienst gestellt. Bis 2003 lag das Schiff in der Reserveflotte in der Suisun Bay bei San Francisco und wurde dann zerlegt.